# Węgornik
Węgornik est un village de la Voïvodie de Poméranie occidentale, Powiat de Police, Gmina Police, en Pologne.
Le village de Węgornik se situe en Poméranie occidentale, en Wkrzańska Naturalité, à 12 km de la Vieille ville de Police.

## Nature
- Wkrzańska Naturalité
- Réserve naturelle (contrée, près Tanowo, Węgornik, Zalesie et Bolków): Świdwie (Convention de Ramsar, depuis 1984)
- Fleuve: Gunica - Kayak-route: Węgornik - Tanowo - Tatynia - Police (Jasienica)

## Villes importantes proches
- Police (Pologne)
- Nowe Warpno
- Szczecin